# Rajella barnardi
Rajella barnardi là một loài cá thuộc họ Rajidae. Nó được tìm thấy ở Guinea Xích Đạo, Gambia, Ghana, Guinea, Guinea-Bissau, Mauritanie, Maroc, Namibia, Senegal, Sierra Leone, Nam Phi, Tây Sahara, có thể Angola, có thể Bénin, có thể Cameroon, có thể Cộng hòa Congo, có thể Bờ Biển Ngà,có thể Gabon, có thể Liberia, có thể Nigeria, và có thể Togo. Môi trường sống tự nhiên của chúng là vùng biển mở.

## Hình ảnh

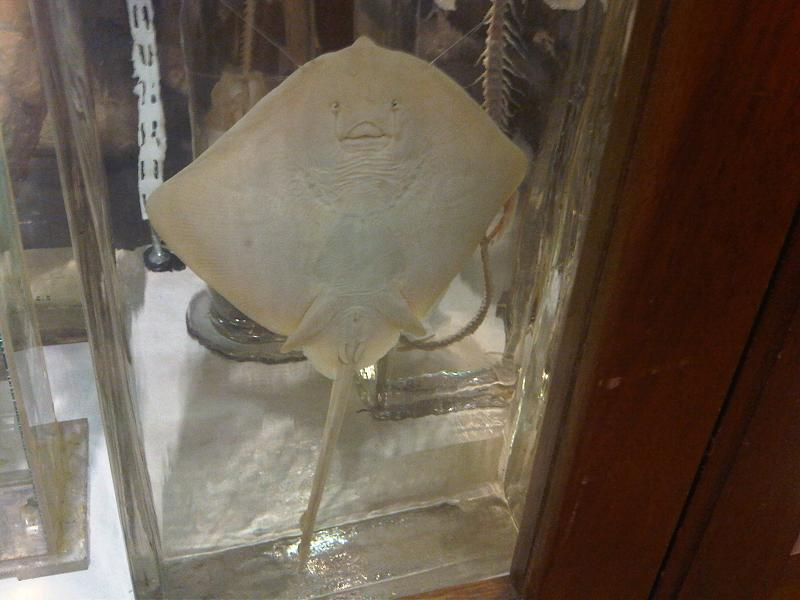
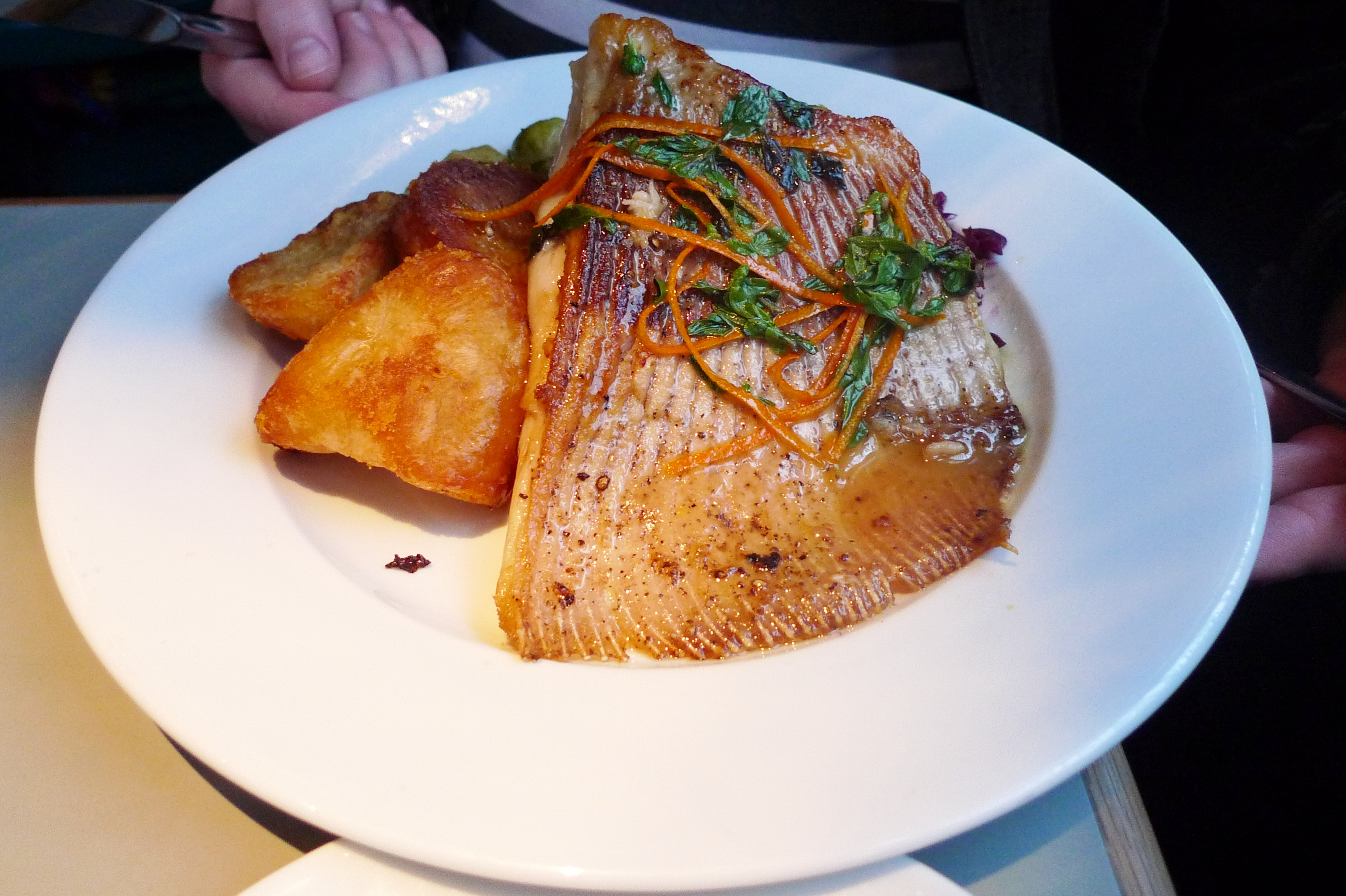
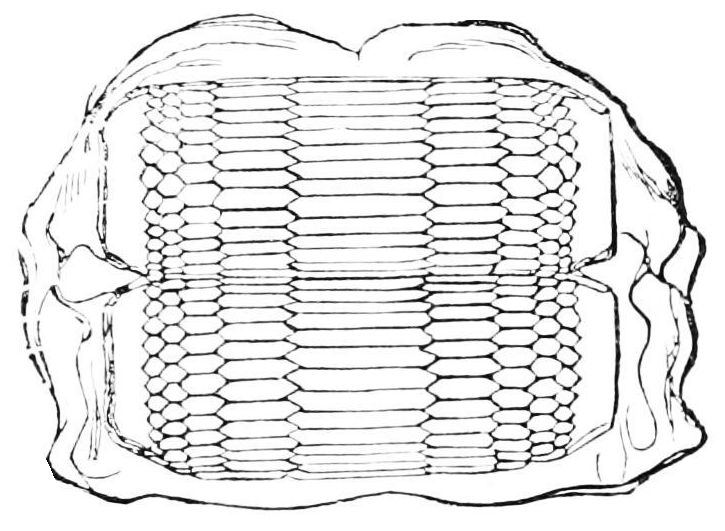
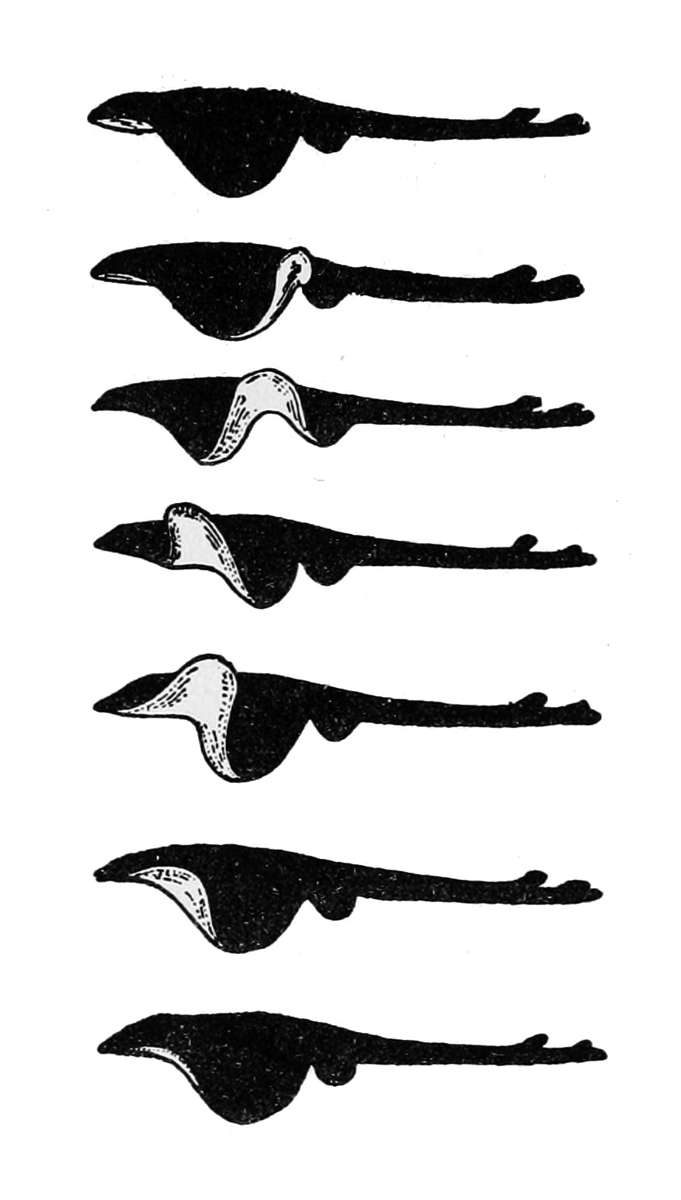